# 当卢 (马具)

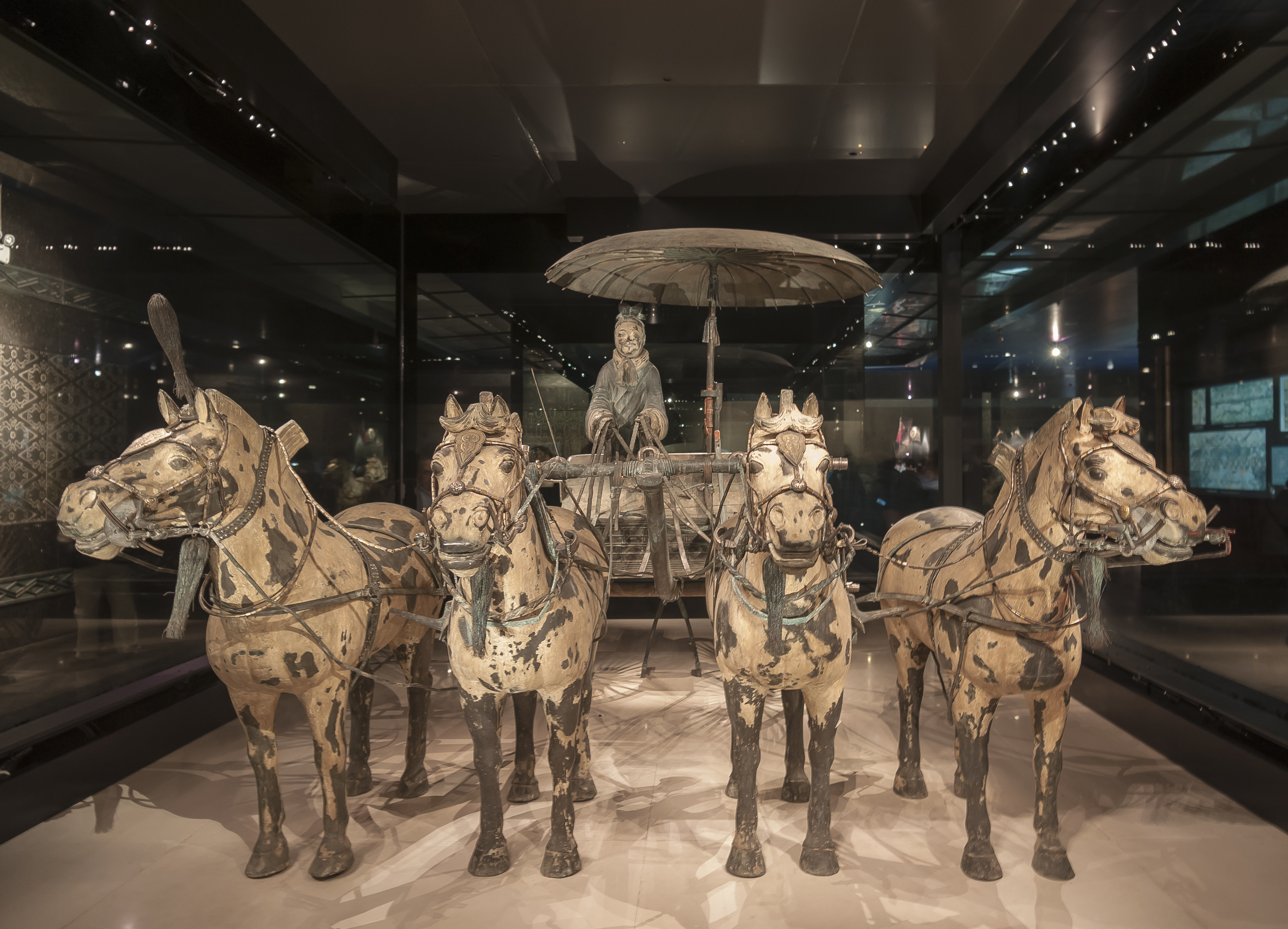
秦始皇陵铜马车，马额上佩戴当卢

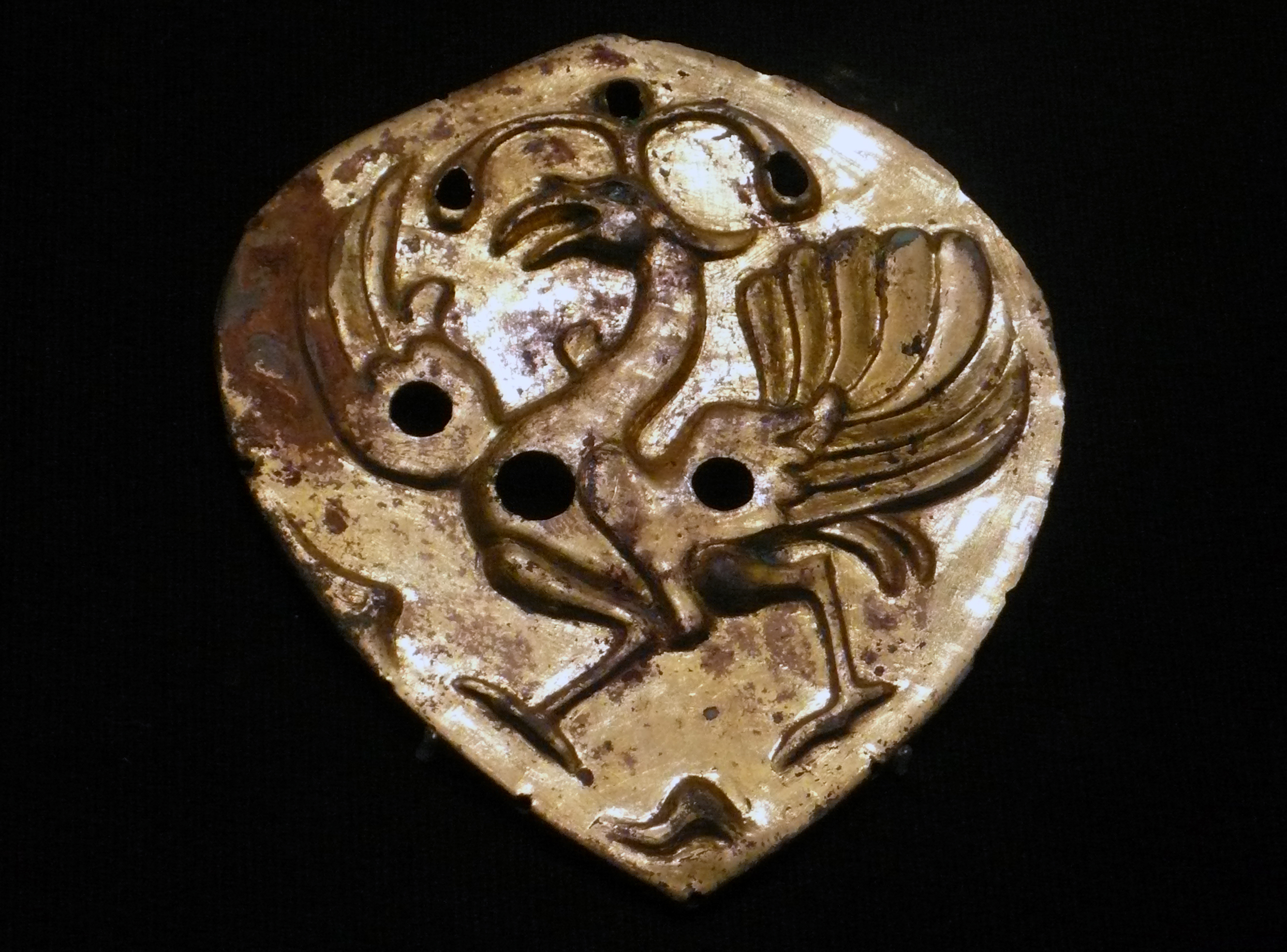
汉代铜当卢，海昏侯国遗址出土，首都博物馆临展

当卢，又名钖，是中国古代马具的一种，缀于笼头之上，置于马额头中央。质地以铜为主，亦有金质、银质、骨质等。商代就已经出现，秦汉最为流行，唐宋以后逐渐演变为“面帘”。其起源可能受到面具的影响，由于对马脸兼备装饰和防护两项功能，因而长期流行不衰。最初本只是简单的几何图形，如河南安阳大司空村出土的商代当卢，仅为一铜质圆泡，不加装饰；到秦汉时期，正面多装饰花纹，还有鎏金银等工艺，形状也逐渐拉长，甚至衍变出马面形象。
钖是先秦时代的称呼，又作鐊。《说文解字》：“鐊，馬頭飾也。”《詩·大雅·韓奕》：“鉤膺鏤錫”。东汉郑玄笺注此句说：“眉上曰鍚，刻金飾之，今當盧也。”可知汉代已称之为当卢。唐《慧琳音义》解释“当卢”的词源说：“當盧，字宜作顱……言馬面當顱。”指出“卢”字是“颅”的通假字。
印度喀拉拉邦有一种置于大象前额的金属饰品，称为"Nettipattam”（നെറ്റിപ്പട്ടം）与当卢有相通之处。

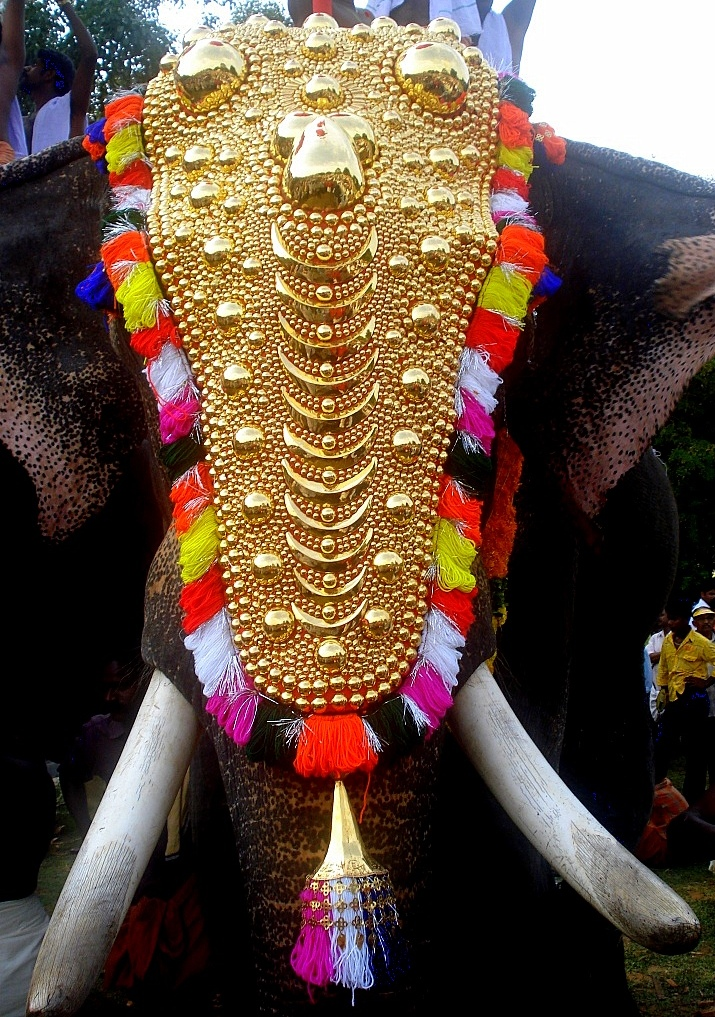
Nettipatam